# (466539) 2014 SA158
(466539) 2014 SA158 es un asteroide perteneciente al cinturón de asteroides, descubierto el 8 de octubre de 2004 por el equipo Spacewatch desde el Observatorio Nacional de Kitt Peak (Arizona, Estados Unidos).